# Eilean Mòr, Flannan Isles
Eilean Mòr är en ö i Storbritannien.   Den ligger i kommunen Yttre Hebriderna och riksdelen Skottland, i den nordvästra delen av landet, 900 km nordväst om huvudstaden London. Arean är 0,69 kvadratkilometer.
Terrängen på Eilean Mòr är platt. Öns högsta punkt är 68 meter över havet. Den sträcker sig 0,9 kilometer i nord-sydlig riktning, och 1,5 kilometer i öst-västlig riktning.